# Ectropion cervicale
L'ectropion cervicale è una frequente anomalia della cervice uterina caratterizzata dalla estroflessione dell'epitelio colonnare monostratificato endocervicale al di fuori dell'orifizio uterino esterno. Tale anomalia è ben visibile in corso di esame obiettivo ginecologico speculare della cervice uterina.
È un reperto parafisiologico nelle donne più giovani, in particolare nelle gravide o in chi fa uso di contraccetivi orali. Normalmente è asintomatico ma occasionalmente può provocare perdite vaginali o sanguinamenti post-coitali. L'epitelio colonnare evertito costituisce inoltre un fattore di rischio per eventuali infezioni.
La terapia è riservata ai casi sintomatici e prevede l'utilizzo di crioterapia o diatermocoagulazione senza anestesia.